# Corytoplectus schlimii
Corytoplectus schlimii là một loài thực vật có hoa trong họ Tai voi. Loài này được (Planch. & Linden) Wiehler mô tả khoa học đầu tiên năm 1973.